# Jüngsfeld
Jüngsfeld ist ein Ortsteil der Stadt Königswinter im nordrhein-westfälischen Rhein-Sieg-Kreis. Er gehört zum Stadtteil Oberpleis und zur Gemarkung Wahlfeld, am 30. September 2022 zählte Jüngsfeld 21 Einwohner.

## Geographie
Der Weiler Jüngsfeld liegt im Pleiser Hügelland auf 138,3 m ü. NN, zwei Kilometer nordwestlich des Ortszentrums von Oberpleis. Die Ortschaft erstreckt sich auf einem Zwischenplateau auf einem allgemein nach Nordosten zum Pleisbach und nach Nordwesten zum Pleisbach-Zufluss Eisbach abfallenden Bergrücken. Zu den nächstgelegenen Ortschaften gehören Uthweiler im Norden, Wahlfeld im Südosten und der Hof Elsfeld sowie Bockeroth/Düferoth im Westen. Zu den Nachbarorten führen ausschließlich Gemeindeverbindungsstraßen.

## Geschichte
Die Ortschaft geht auf ein Haus zurück, das die Eheleute Michael und Gertrud Dahs 1832 in einem „Hinsberg“ genannten Flurstück in der Katastergemeinde Wahlfeld errichteten und in dessen Umgebung sie Ackerland rodeten und einen Obst- und Gemüsegarten anlegten. Der so entstandene Hof war bei der Volkszählung 1845 unter der Bezeichnung Hinzberg mit neun Einwohnern verzeichnet. Er ist in Kartenwerken mit dem Namen Jüngsberg erstmals in der Preußischen Uraufnahme erfasst, die in dieser Region zwischen 1836 und 1850 durchgeführt wurde. Zum Zeitpunkt der Volkszählung 1871 bestand das Gut Jüngsfeld weiterhin aus einem Gebäude, in dem 19 Einwohner lebten. Aus der Volkszählung 1885 geht eine unveränderte Einwohner- und Gebäudeanzahl hervor. 1905 war die Ortschaft auf drei Wohngebäude mit 25 Einwohnern angewachsen. Sie hat ihren damals erreichten Umfang bis heute beibehalten.
1872 gründete Bernard Dahs († 1932) – einer der Söhne von Michael Dahs – mit der Firma „Dahs-Reuter & Co.“ (ab 1877 als OHG) die erste Baumschule im Pleiser Hügelland, die später unter dem Namen „Jüngsfelder Baumschulen“ bekannt wurde und einen für die an Lößböden reichhaltige Region um Oberpleis bis heute bedeutenden Erwerbszweig einführte. Das Unternehmen wuchs bis Ende des 19. Jahrhunderts zu einem überregional bekannten Betrieb mit etwa 100 Mitarbeitern an, zu dem auch eine Staudengärtnerei gehörte. Ab Mai 1893 war die Ortschaft und somit auch die Baumschule über den Bahnhof Uthweiler-Jüngsfeld an die Bröltalbahn angeschlossen. 1894/95 wurde in Jüngsfeld zur touristischen Erschließung der Baumschul- und Staudenquartiere ein Restaurationsbetrieb mit Gartenwirtschaft eröffnet. Nach 1948 wurde der Anbau auf Ziergehölze beschränkt, heute umfasst die Anbaufläche der in dritter Generation geführten Baumschule 40 ha.

## Sehenswürdigkeiten
Als Baudenkmal unter Denkmalschutz steht eine Villa mit Park (Jüngsfeld 1). In dem Park befindet sich eine Reihe alter, exotischer Bäume, unter denen sich auch ein in der Deutschen Grundkarte als Naturdenkmal eingetragener befindet.

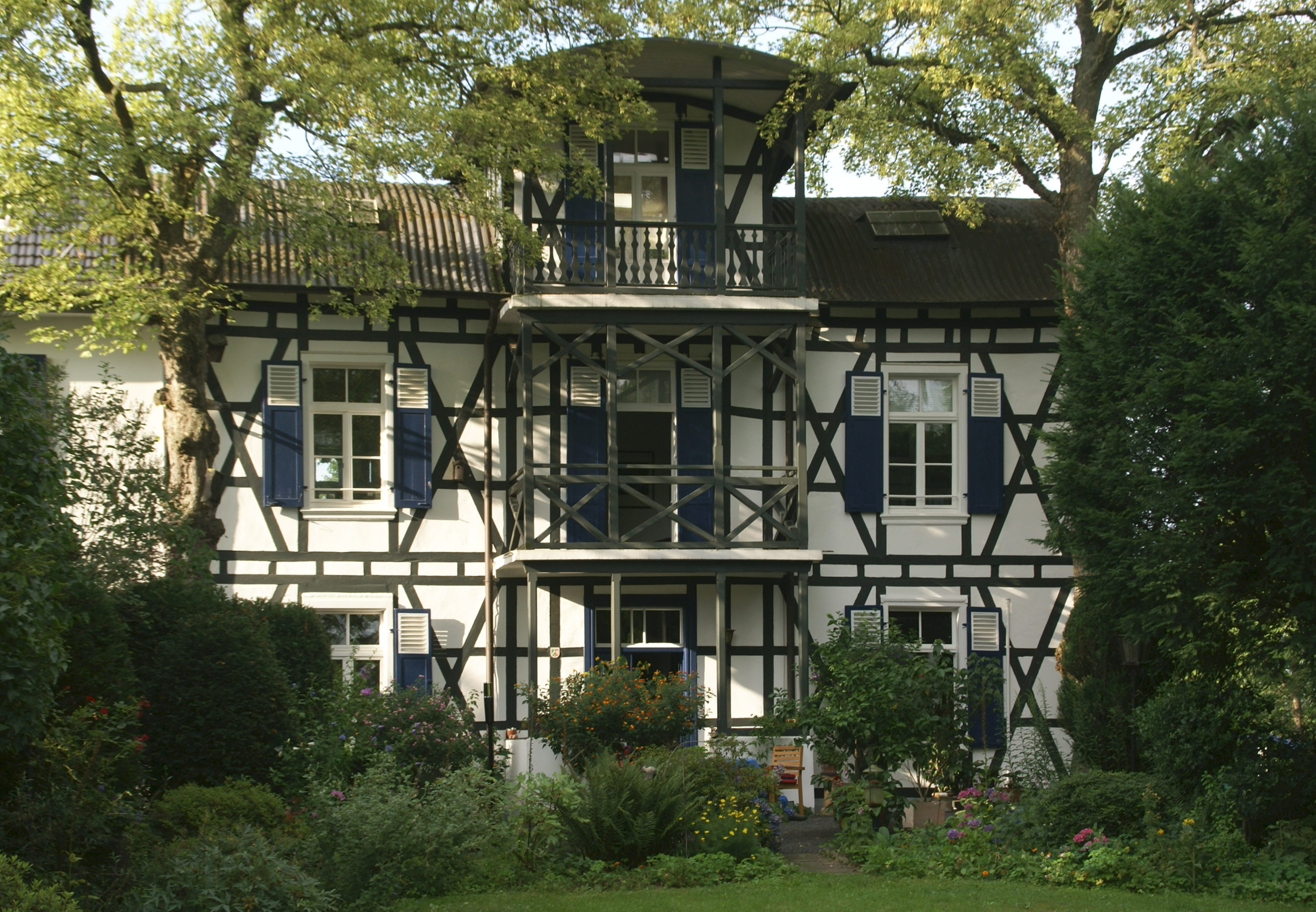
Denkmalgeschützte Villa, Jüngsfeld 1 (2014)
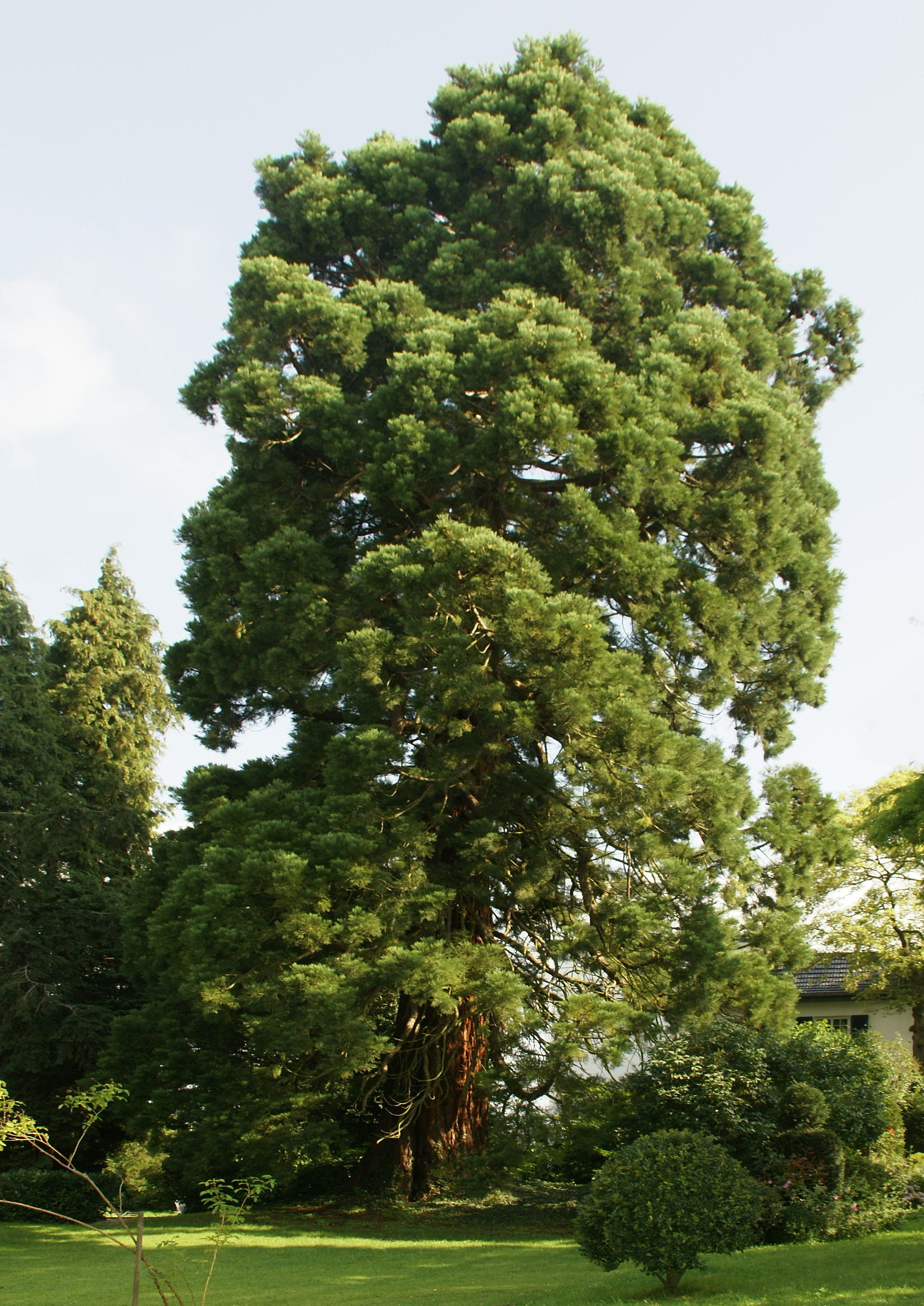
Mammutbaum im Park der Villa (2014)